# Ајланд Парк (Ајдахо)
Ајланд Парк (енгл. Island Park) град је у америчкој савезној држави Ајдахо.

## Демографија
По попису из 2010. године број становника је 286, што је 71 (33,0%) становника више него 2000. године.
| Група             | 2000.       | 2010.       |
| Белци             | 202 (94,0%) | 263 (92,0%) |
| Афроамериканци    | 0 (0,0%)    | 0 (0,0%)    |
| Азијати           | 2 (0,9%)    | 0 (0,0%)    |
| Хиспаноамериканци | 9 (4,2%)    | 19 (6,6%)   |
| Укупно            | 215         | 286         |